# Evangelisch-reformierte Kirche Leopoldshöhe

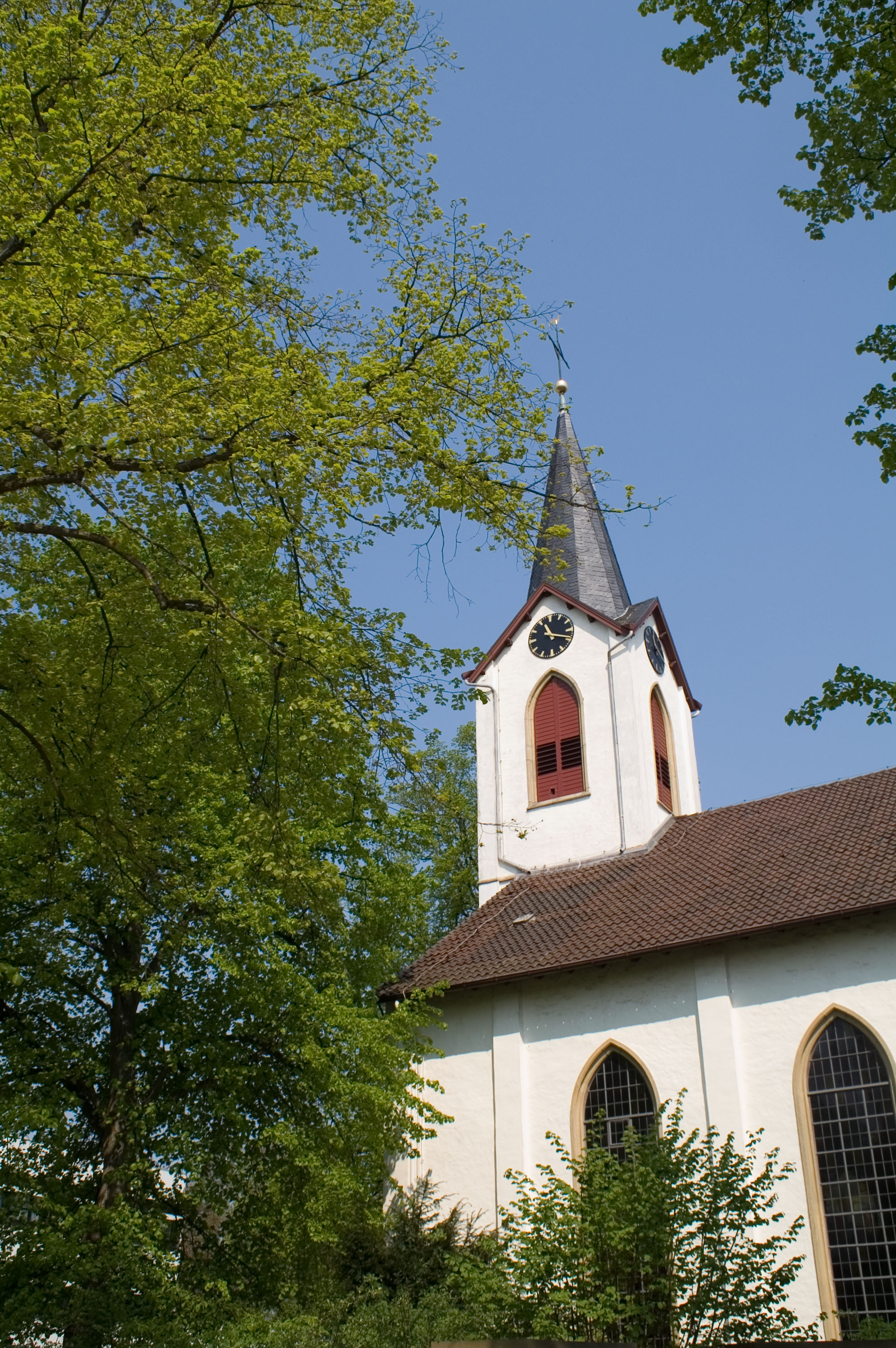
Ev.-ref. Kirche Leopoldshöhe

Die Evangelisch-reformierte Kirche Leopoldshöhe ist eine reformierte Pfarrkirche in der Gemeinde Leopoldshöhe, Kreis Lippe. Sie liegt im heutigen Ortsteil Leopoldshöhe. Anlässlich der Grundsteinlegung der Kirche durch Fürst Leopold II. erhielt die gleichzeitig gegründete Kirchengemeinde den Namen Leopoldshöhe. Erst 1921 erhielt eine aus Teilen der Bauerschaften Hovedissen und Greste gegründete politische Gemeinde den gleichen Namen.

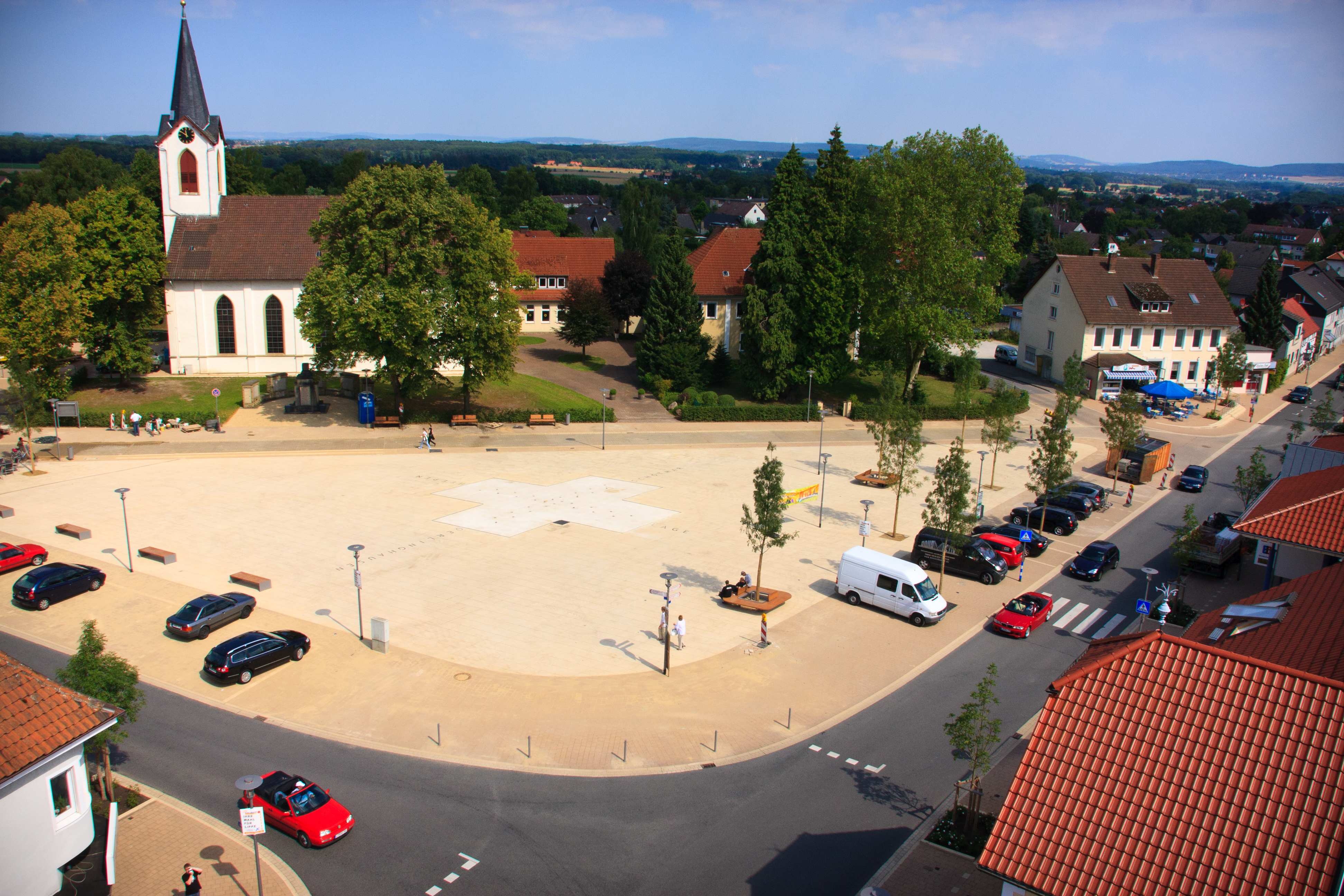
Marktplatz im Vordergrund, rechts neben der Kirche das Gemeindehaus und das Pfarrhaus

Die Ev.-ref. Pfarrkirche wurde von 1850 bis 1851 nach Plänen von Ferdinand Ludwig August Merckel errichtet. Sie diente als Vorbild für eine ganze Reihe weiterer Pfarrkirchen in Lippe (Bega, Almena, Augustdorf und Schlangen). Es handelt sich um eine dreischiffige verputzte Stufenhalle in gotischen Stilelementen bei den Fenstern und Türen mit einem Westturm und oktogonalem Chor. Der Grundstein wurde durch Fürst Leopold II. am 21. Mai 1850 gelegt. Gleichzeitig wurde die Kirchengemeinde Leopoldshöhe gegründet. Nach 17 Monaten Bauzeit wurde die Kirche am 12. Oktober 1851 in Dienst genommen.

## Vorgeschichte
Zunächst gab es im Jahr 1668 Überlegungen, eine Kirche in Krentrup zu bauen. 1718 sollte sie in Hovedissen errichtet werden. 1719 war dort schon mit dem Bau begonnen worden, er wurde jedoch aufgrund von Ansprüchen an dem Baugrundstück wieder eingestellt. 1777 wandte man sich in einem Brief an Fürst Simon August, konnte aber letztlich die Finanzierung nicht sicherstellen.
Als Bauplatz der Kirche wurde der Treffpunkt der Wege von Schötmar nach Oerlinghausen sowie von Heepen nach Lage gewählt.

## Orgel
Nach 1952 wurde in der Leopoldshöher Kirche eine ältere Orgel durch eine neue der Firma Gustav Steinmann, Vlotho, ersetzt. Die Disposition ist wie folgt aufgebaut:
| Hauptwerk  |       |
| Quintade   | 16′   |
| Prinzipal  | 8′    |
| Rohrflöte  | 8′    |
| Oktave     | 4′    |
| Holzpfeife | 4′    |
| Gemshorn   | 2′    |
| Quinte     | 2 ⁄3′ |
| Mixtur IV  |       |

| Brustwerk   |       |
| Holzgedackt | 8′    |
| Prizipal    | 2′    |
| Blockflöte  | 4′    |
| Sifflöte    | 1 ⁄3′ |
| Oktave      | 1′    |
| Krummhorn   | 8′    |
| Scharf III  |       |

| Pedal        |         |
| Subbass      | 16′     |
| Offenbass    | 8′      |
| Quintade     | 4′      |
| Oktavkornett | 2′ + 1′ |
| Dulzian      | 16′     |

- Koppeln: Manualkoppel, Pedalkoppeln, Tremulant BW

## Glocken
Bei der Kirchengründung erhielt die Gemeinde zwei Kirchenglocken aus Bronze, die im Ersten Weltkrieg zu Rüstungszwecken abgeliefert werden mussten. Sie wurden 1924 durch die jetzigen drei Stahlglocken ersetzt.
| Glocke | Gussjahr | Gießer          | Schlagton | Inschrift                                                                                  |
| ------ | -------- | --------------- | --------- | ------------------------------------------------------------------------------------------ |
| 1      | 1924     | Bochumer Verein | e′        | Die alte Glocke zog in die Schlacht, wir neuen entstanden in Deutschlands dunkelster Nacht |
| 2      | 1924     | Bochumer Verein | g′        | Liebe                                                                                      |
| 3      | 1924     | Bochumer Verein | a′        | Eintracht                                                                                  |